# Lengua Wookiee
La Lengua Wookie o Shyriiwook es la ficticia lengua principal de la raza de los Wookies en el universo de ficción de La Guerra de las Galaxias. 
En la saga cinematográfica el Shyriiwook es la lengua de los Wookies, criaturas nativas del planeta Kashyyyk. La hablan todos los individuos de esta especie y son incapaces de pronunciar palabras en otras lenguas. El principal representante de esta lengua es el personaje Chewbacca. Su papel en la saga es el causante del conocimiento de esta lengua.

## Características
Se basa en gruñidos y es casi imposible su pronunciación por individuos de otras especies.
- Datos: Q5972735